# Maurice Boutmy
Maurice Alphonse Boutmy (* 8. Mai 1877 in Amiens; † 6. Mai 1934 in Parigné-l’Évêque) war ein französischer Autorennfahrer.

## Karriere
Maurice Boutmy war in den 1920er-Jahren zweimal beim 24-Stunden-Rennen von Le Mans am Start. Beim Debütrennen 1923 pilotierte er gemeinsam mit seinem Landsmann Jérôme Marcadanti einen Amilcar Type CV an die achtzehnte Stelle der Gesamtwertung. 1924, wieder mit Marcandanti als Partner, wurde er Vierzehnter.
Im Jahr 1928 ist seine Teilnahme am 5. Grand Prix de la Baule dokumentiert. Dort erreichte er nach 20 absolvierten Runden auf dem Flugplatzkurs am Aerodrome Escoublac-La Baule mit einem BNC 527 SCAP den 14. und somit letzten Platz in Wertung.

## Statistik

### Le-Mans-Ergebnisse
| Jahr | Team                                       | Fahrzeug        | Teamkollege       | Platzierung |
| ---- | ------------------------------------------ | --------------- | ----------------- | ----------- |
| 1923 | Société Nouvelle pour l’Automobile Amilcar | Amilcar Type CV | Jérôme Marcadanti | Rang 18     |
| 1924 | Société Nouvelle de l’Automobile Amilcar   | Amilcar Type CV | Jérôme Marcadanti | Rang 14     |